# ATP Challenger Covington
Der ATP Challenger Covington (offiziell: Smith Barney Men’s Challenger) war ein Tennisturnier, das 2004 einmal in Covington, Louisiana, stattfand. Es gehörte zur ATP Challenger Tour und wurde im Freien auf Hartplatz gespielt.

## Liste der Sieger

### Einzel
| Jahr | Sieger         | Finalgegner | Ergebnis |
| ---- | -------------- | ----------- | -------- |
| 2004 | Paul Goldstein | André Sá    | 6:2, 6:0 |

### Doppel
| Jahr | Sieger                           | Finalgegner                   | Ergebnis |
| ---- | -------------------------------- | ----------------------------- | -------- |
| 2004 | Paul Goldstein K. J. Hippensteel | Hugo Armando Nicolás Lapentti | 6:3, 6:3 |